# Histoire du Bénin
 (février 2022).
Si vous disposez d'ouvrages ou d'articles de référence ou si vous connaissez des sites web de qualité traitant du thème abordé ici, merci de compléter l'article en donnant les références utiles à sa vérifiabilité et en les liant à la section « Notes et références ».

Afrique de l'Ouest vers 1530

Afrique de l'Ouest, 1875

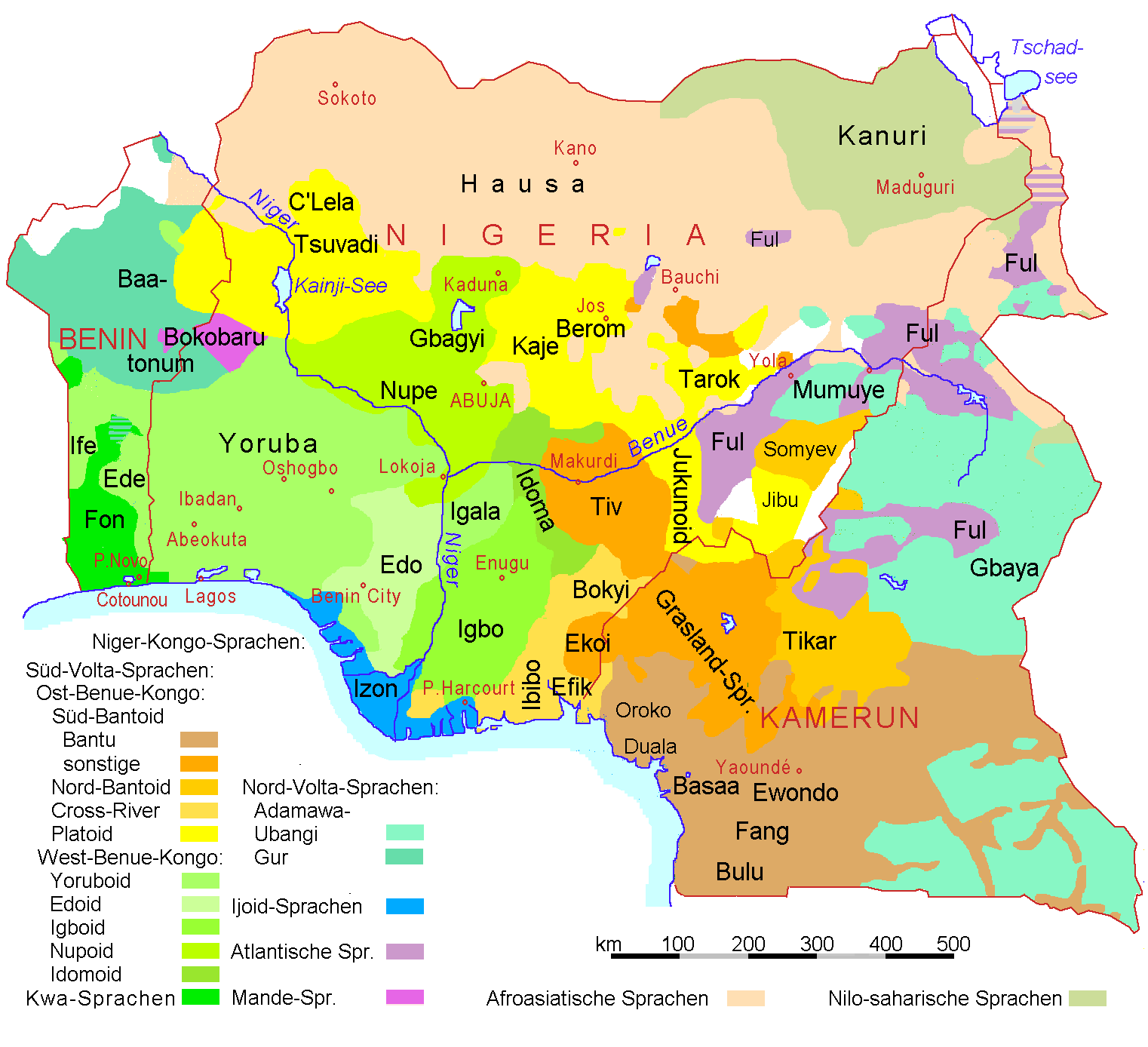
Aires linguistiques Bénin-Nigeria-Cameroun (vers 2004).

Cet article couvre l'histoire du territoire du Bénin depuis le XVIe siècle, pour la zone géographique incluse en 1960 dans ce qui a été appelé à l'époque la République du Dahomey avant de devenir la République populaire du Bénin.

## Les royaumes africains (~1500-~1850)
Les trois royaumes d’Allada, de Porto-Novo et de Dã Homè - dans le ventre du serpent Dã (dan) - sont fondés par les Fons, qui occupent le sud du pays (le nom de Dahomey est donné à l’ensemble du pays après la conquête française). 
Selon la légende, la fille du roi de la ville de Tado (sur le fleuve Mono, Pays-Adja) fut fécondée par un léopard, alors qu'elle allait puiser de l'eau. Le fils qu'elle met au monde est le fondateur de toute la dynastie. Ses descendants fondent un royaume à Allada au XVIe siècle : royaume d'Ardra. 
Le siècle suivant, trois frères se disputent le trône : le premier, Kopkon garde le royaume d'Allada, le deuxième, Do-Aklin (Gangnihessou) fonde Abomey et le troisième, Adjache qui devient plus tard Porto-Novo. 
Le royaume d'Abomey est fondé en 1625. 
Entre 1645 et 1685, il devient un État puissant. 
Le roi Aho Houegbadja, petit-fils de Do-Aklin, veut annexer un État voisin dont le roi, Dã, le défis de s'installer sur son ventre. 
Dã est défait, décapité à Abomey, et dans son ventre est installé le pieu central du palais royal, signe que le roi d'Abomey a pris son adversaire au mot.
Au XVIIIe siècle, Allada et Ouidah sont annexés. Les Européens développent des forts sur la côte comme des bases militaires afin d'imposer aux ethnies côtières une menace militaire pour qu'elles leur fournissent des esclaves (même si c'est l'or qui intéresse surtout les Portugais, lors des premières implantations colonisatrices dans le golfe de Guinée). 
Le roi Ghézo (roi 1818-1858) consolide le royaume en attaquant régulièrement les Yorubas au Nigeria, se procurant ainsi des esclaves. 
Son successeur, le roi Glélé (roi 1858-1889), irrite cependant les Français par son attitude belliqueuse et par son non-conformisme. 
Par le traité de 1863, il autorise les Français à s'installer à Cotonou. 
Mais la présence de ceux-ci, ainsi que leur captation des droits de douane qui lui revenaient antérieurement , excède le roi Gbê han zin (1845-1906, roi 1890-1894, Béhanzin) qui lutte contre les Français pour recouvrer la souveraineté du royaume. 
Une statue géante du roi à l'entrée de la ville d'Abomey illustre et rappelle cette lutte face à l'envahisseur : Gbê han zin fait figure de résistant et jouit d'une haute estime en Afrique Noire. 
Béhanzin fait donc la guerre aux Français, mais il n'est pas le seul des douze rois[réf. nécessaire] à s'être dressé contre l'envahisseur. 
Le Traité de Ouidah (1890), signé en octobre 1890, place Porto-Novo et Cotonou sous tutelle française.
Ce même traité prévoit le versement par la France d'une pension au roi du Dahomey. 
Le roi Béhanzin et les Danxoméens considèrent le roi Toffa de Porto-Novo comme un traître, qui a fait alliance avec les Français. 
Battu militairement, s'étant enfui, Béhanzin, soucieux de son peuple[réf. nécessaire], demande à discuter avec le président français d'alors. 
Ainsi il se rend en 1894 au général Alfred Amédée Dodds, et est déporté aux Antilles. 
Le Trésor de Béhanzin est pillé.
Abomey devient alors un protectorat français. 
Allada et Porto-Novo, eux aussi sous protectorat, forment avec Abomey la colonie du Dahomey.

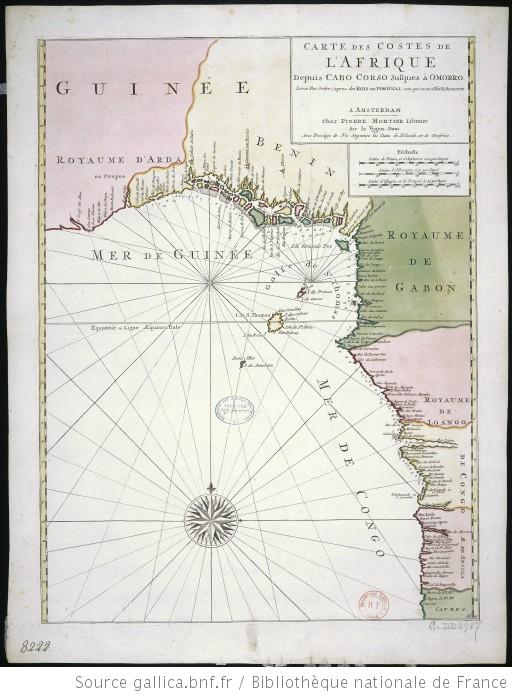
« Carte des costes de l'Afrique depuis Cabo Corso jusques à Omorro levée par ordre expres des roys de Portugal sous qui on a fait la découverte » (XVIIe siècle)
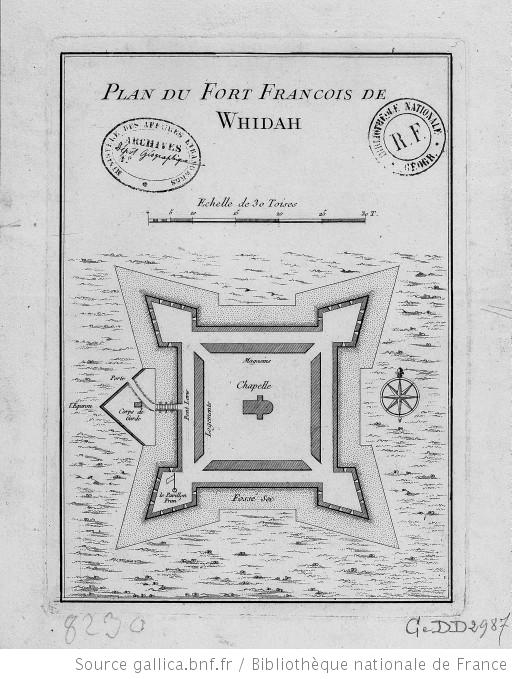
Plan du fort français de Whidah
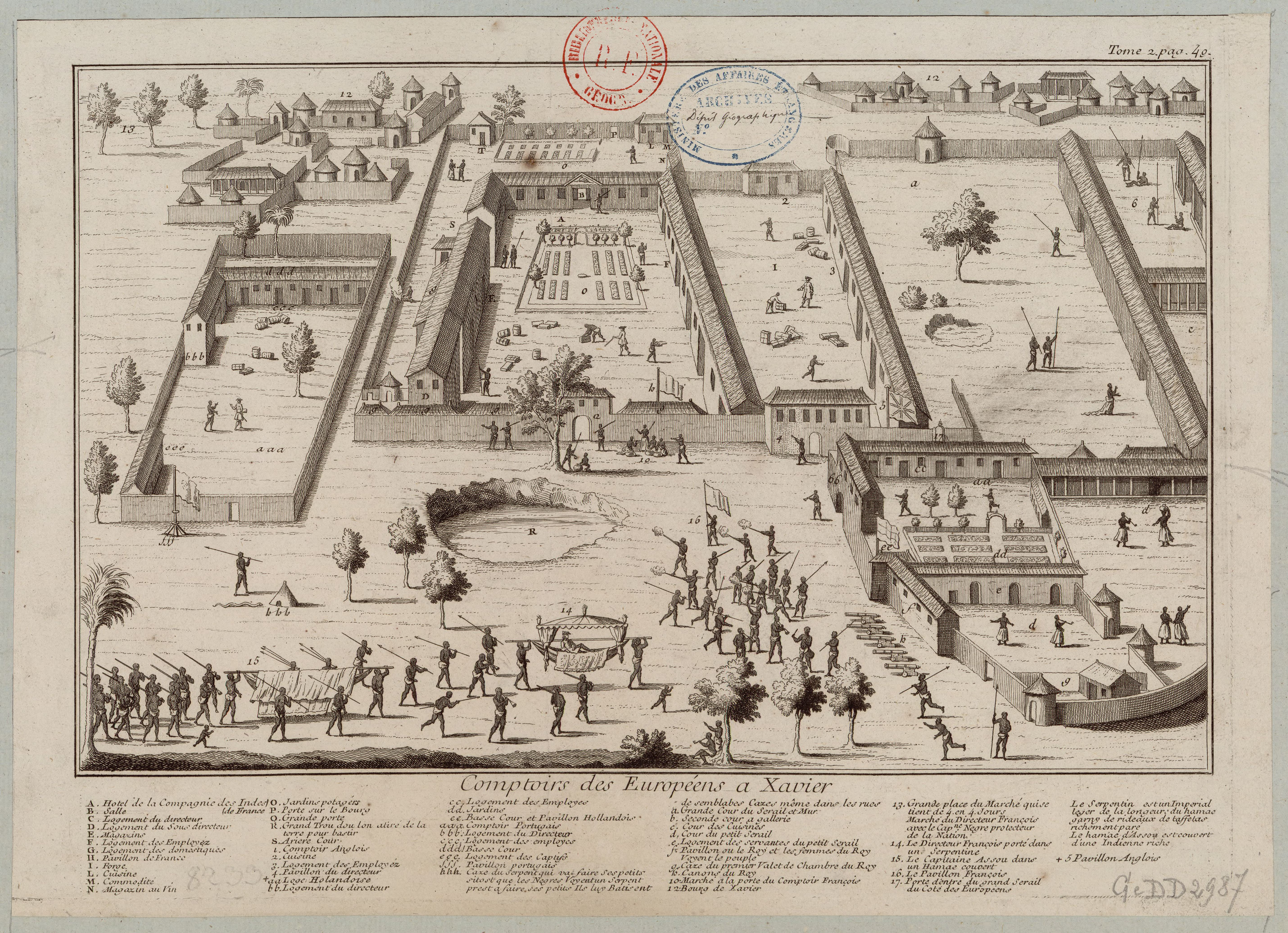
Comptoirs des Européens à Xavier (Savi (Benin), 1730)

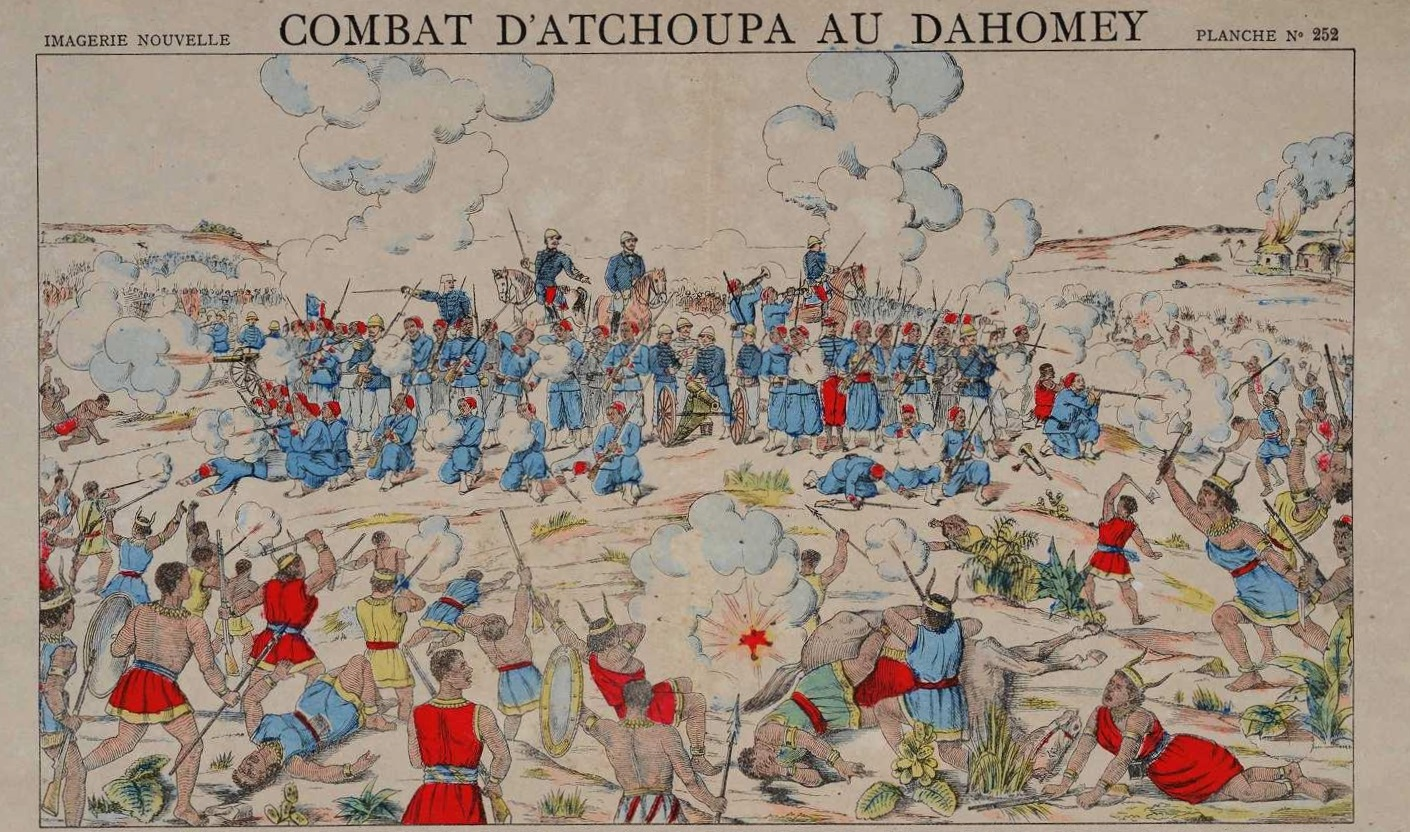
Bataille d'Atchoukpa (1890)
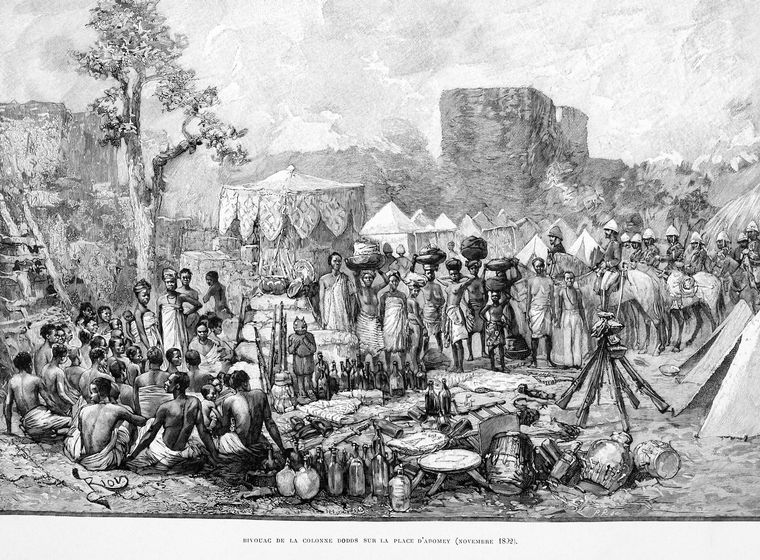
Bivouac de la colonne Dodds, Abomey, 1892
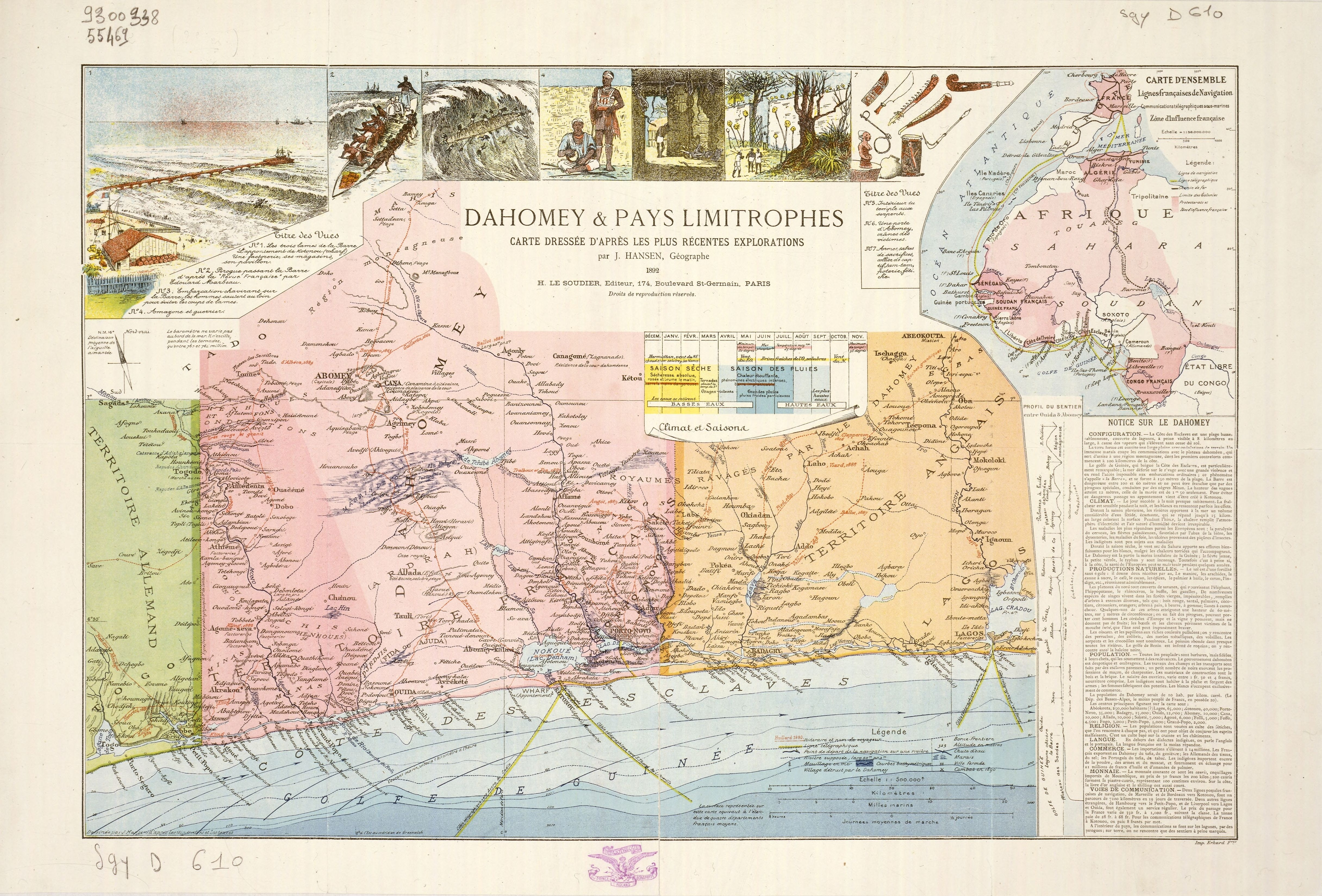
Carte du Dahomey, 1892
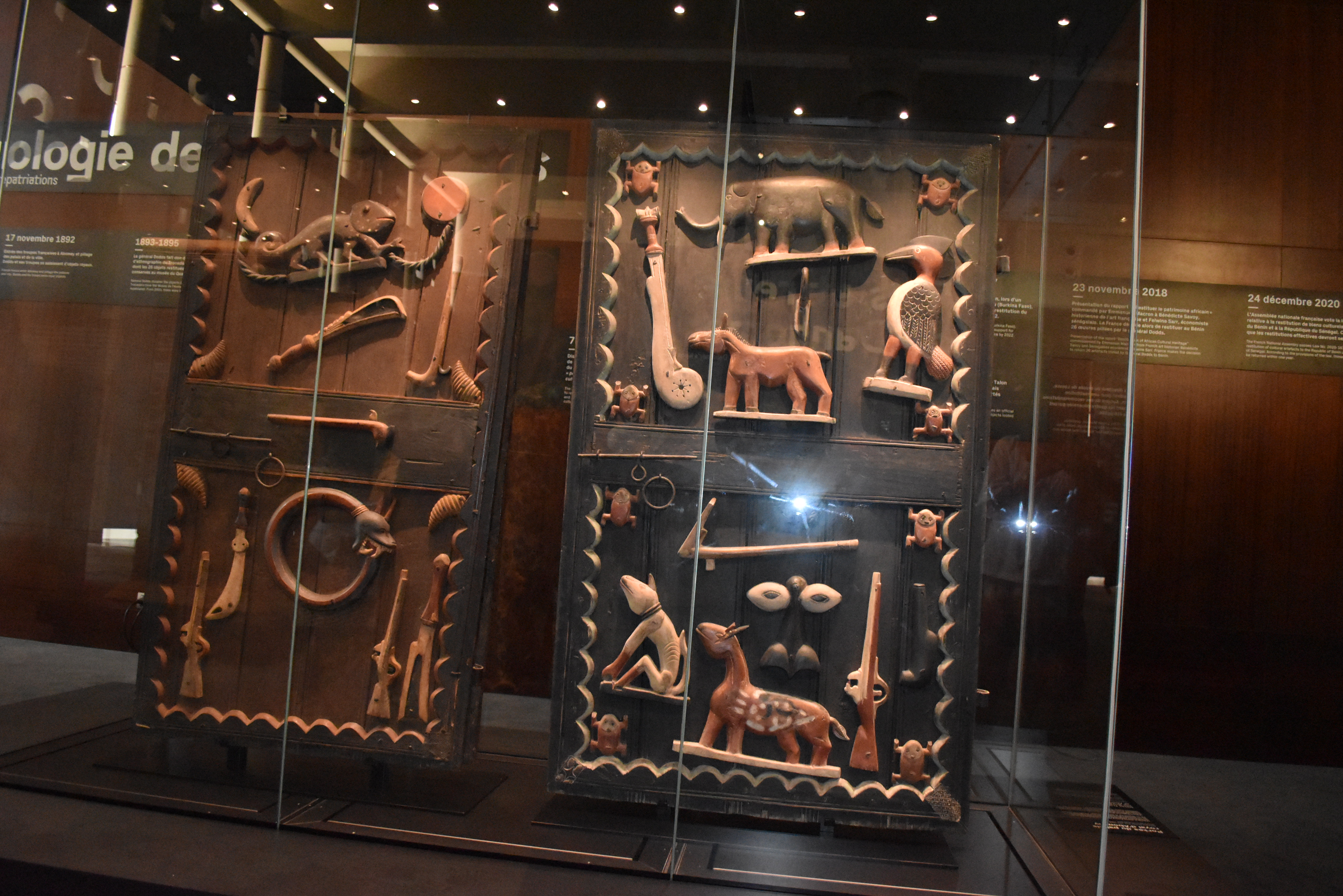
Porte royale restituée au Bénin en 2022

## La colonie du Dahomey (1894-1958)
Au début du XXe siècle, les trois royaumes cessent d'être autonomes et sont confondus dans un ensemble divisé en cercles gérés par des administrateurs et cantons gérés par des chefs africains. Pendant la Première Guerre mondiale, des troubles éclatent dans le nord du pays après l'envoi de troupes autochtones sur le front européen. À la fin de la guerre, la colonie se structure : les moyens de communication se développent, la production agricole se rationalise et la scolarisation augmente. Sous l'influence de missions catholiques et protestantes d'une part, de l'enseignement laïc d'autre part, un enseignement primaire et secondaire se met en place. Intégrés dans l'Afrique-Occidentale française (AOF), les Dahoméens entrent dans la fonction publique et servent dans d'autres territoires de la fédération ; le pays est alors souvent qualifié de Quartier latin de l'Afrique.

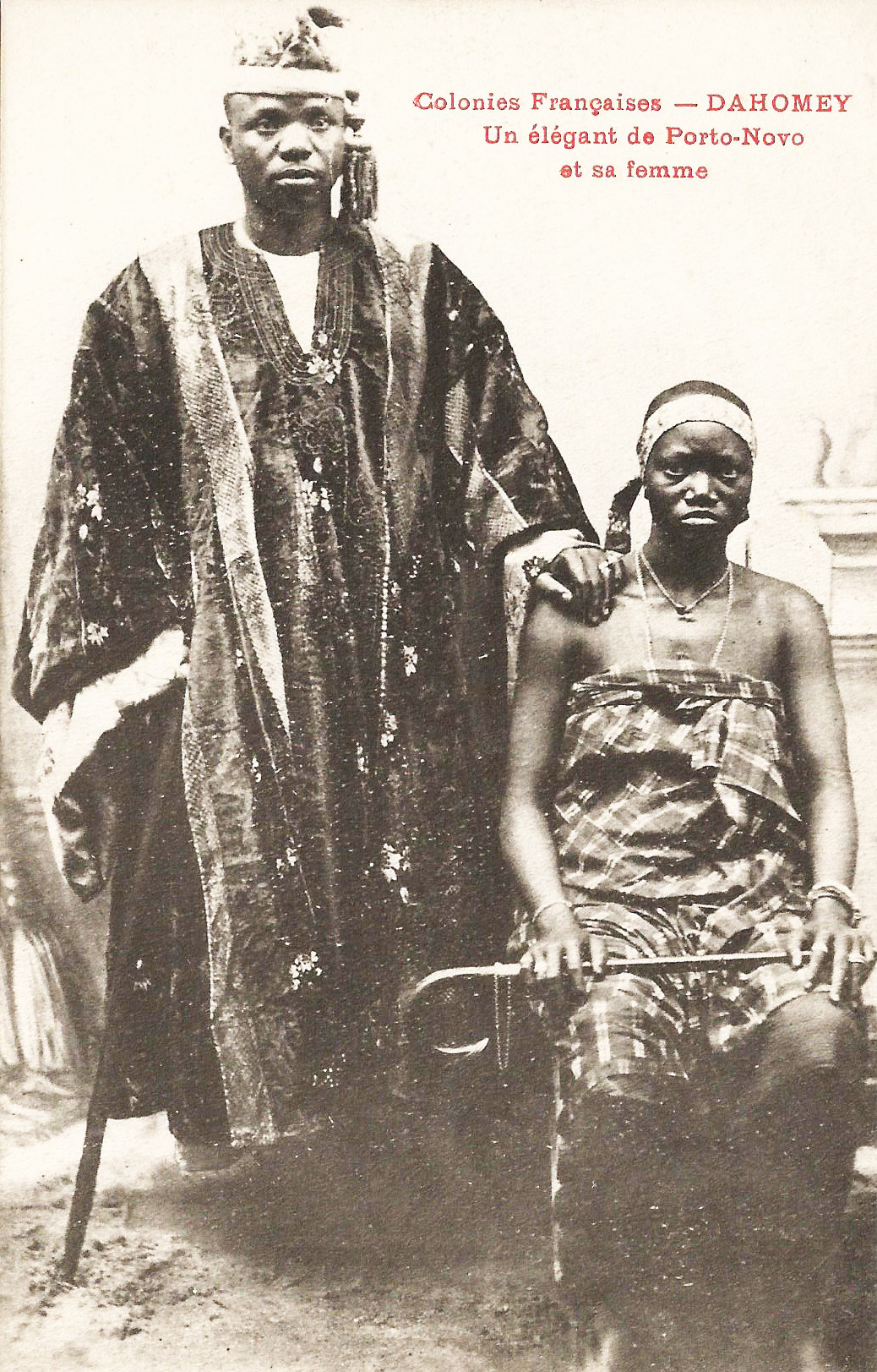
Couple de Porto Novo (1900)
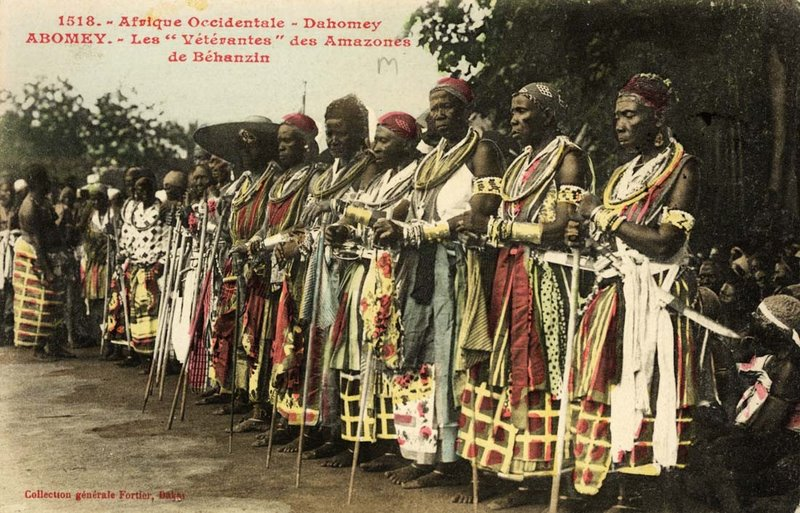
Amazones vétéranes de Béhanzin, Abomey (1908)
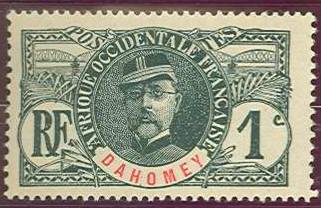
Timbre Faidherbe, 1906
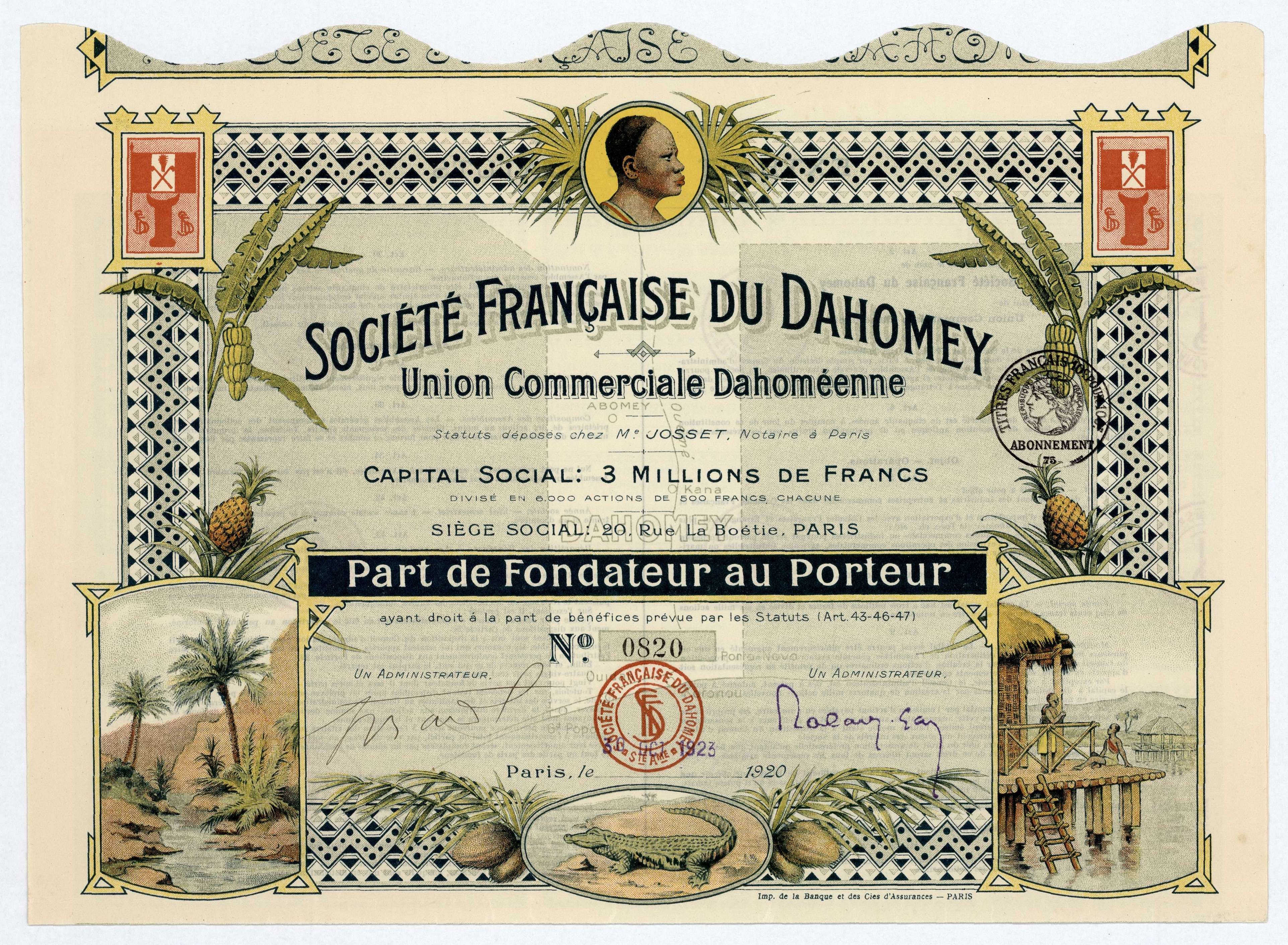
Société Française du Dahomey, 1923
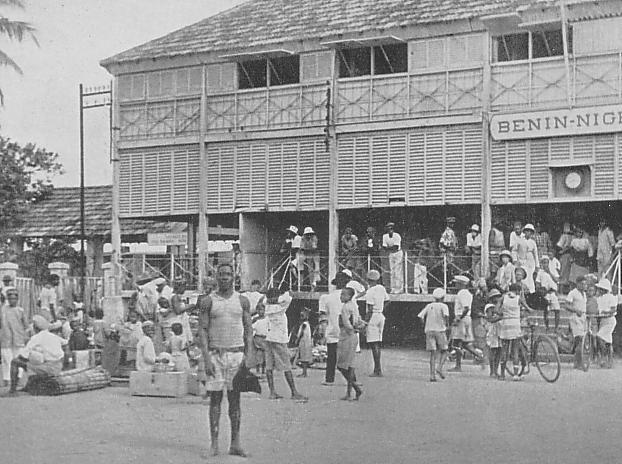
Gare de Cotonou, années 1930

### La Conférence de Brazzaville
Le 8 février 1944 se termine à Brazzaville une conférence réunissant les dix-huit gouverneurs et gouverneurs généraux de l’AOF, de l’Afrique-Équatoriale française, de la Côte française des Somalis, de Madagascar et de La Réunion. Sous la présidence de René Pleven, commissaire aux Colonies du Comité français de libération nationale, cette réunion a pour mission d’émettre des recommandations sur la future législation coloniale. La présence du général Charles de Gaulle et la tenue d’une telle réunion alors que la guerre est loin d’être terminée montre le réel intérêt porté à l’avenir de ces territoires qui apparaissent alors comme l’incarnation de la permanence de la République hors du territoire métropolitain. Il ressort de Brazzaville l’idée d’une participation accrue de la population africaine à la vie politique et le désir d’abandonner les régimes d’exceptions auxquels elle est alors soumise comme le code de l’indigénat.

### Les réformes et les élections de 1945-1947
Par trois décrets publiés en août et en septembre 1945, le gouvernement provisoire fixe à trente-trois le nombre de députés pour l’outre-mer sur un total de cinq cent quatre-vingt-six à l'Assemblée constituante. Le double collège est généralisé, le premier regroupant les citoyens français et le second les sujets de l’Empire colonial français. Le scrutin est uninominal à deux tours, le Dahomey et le Togo forment une seule circonscription qui obtient deux sièges.
Lors des élections constituantes françaises tenues le 21 octobre 1945, Sourou Migan Apithy, candidat des Comités électoraux, remporte, dès le premier tour, le siège du second collège en arrivant largement en tête devant sept autres candidats. Le siège au premier collège revient au révérend-père Francis Aupiais, autre candidat des Comités électoraux, élu au second tour le 4 novembre. Mais cette victoire des Comités électoraux, présentant un front uni face aux échéances électorales à venir, n’a été possible qu’en évitant d’afficher une orientation politique claire. Ainsi, Apithy s’inscrit dans le groupe de la Section française de l'Internationale ouvrière (SFIO) au Palais Bourbon, alors qu’Aupiais s’inscrit au Mouvement républicain populaire (MRP). Le décès de ce dernier, dans la nuit du 14 au 15 décembre, entraîne une élection partielle le 10 février 1946. Seul candidat, le révérend-père Jacques Bertho est élu au premier collège et s’inscrit à son tour au MRP.
La Constituante adopte le 11 avril 1946, la loi n° 46-645, dite loi Houphouët-Boigny, portant sur l’abolition du travail forcé ou obligatoire dans les colonies françaises, étend le code pénal métropolitain aux colonies le 30 avril et accorde le 7 mai la citoyenneté française « à tous les ressortissants des territoires d’outre-mer sans qu’il soit porté atteinte au statut personnel » (Loi Lamine Guèye). Mais le référendum du 5 mai, dont le vote est limité au premier collège, est rejeté.
Une nouvelle élection législative est organisée le 2 juin. Sourou Migan Apithy et Jacques Bertho sont, dès le premier tour, élus députés. Le 13 octobre 1946, la Constitution de la Quatrième République est adoptée par référendum, encore limité au premier collège.
Au niveau fédéral, l’année 1946 est marquée par le congrès fondateur du Rassemblement démocratique africain (RDA) à Bamako (Soudan français devenu depuis le Mali). Sourou Migan Apithy, Émile Derlin Zinsou et Louis Ignacio-Pinto forment la délégation du Dahomey. Apithy est élu vice-président du nouveau parti et signe le manifeste, alors que Pinto est élu président de la Commission de politique générale. Mais, Zinsou refuse le poste de secrétaire général mettant en cause l’affiliation du RDA au Parti communiste français (PCF), seul parti métropolitain invité à Bamako. Si la position de Zinsou est soutenue par la majorité des membres du Comité directeur des Comités électoraux, l’importance prise par Apithy, qui est élu à la première législature de la Quatrième République le 10 novembre, limite les moyens de pressions à son encontre.
Sur le plan national, l’année 1946 voit les Comités électoraux perdre le monopole de l’espace politique, les structures politiques s’organisent et le premier parti de l'histoire du pays est fondé en avril, prenant le nom d’Union progressiste dahoméenne (UPD). Mais rapidement les premières oppositions commencent à voir le jour avec le départ de certains de ses membres et la création le 7 décembre du Bloc populaire africain (BPA) mené par Émile Poisson et Justin Ahomadegbé.
Lors des premières élections territoriales entre le 15 décembre 1946 et le 5 janvier 1947, l’UPD, très bien implantée, obtient la majorité des sièges au Conseil général.
Une série d’élections, tout au long de l’année 1947, permet la désignation par le Conseil général des représentants du Dahomey au Conseil de la République, au Grand conseil de l’AOF et à l’Assemblée de l’Union française. En janvier, Émile Poisson (BPA), pour le premier collège, et Louis Ignacio-Pinto (UPD), pour le second collège, sont élus conseillers de la République. Puis en septembre, c’est l’élection de Sourou Migan Apithy (UPD), de Justin Ahomadegbé (BPA), de Pierre Bartoli (UPD), d’Hubert Maga (UPD) et de Gaston Nègre (UPD) au Grand conseil de l’AOF. Enfin, en novembre, deux membres de l’UPD, Émile Derlin Zinsou et Paul Hazoumé, sont élus à l’Assemblée de l’Union française.

### Période 1948-1952
La vie politique dahoméenne est rythmée par les sessions du Conseil général et par les échéances électorales. Mais l’éloignement des élus les plus influents dans les assemblées fédérales et nationales, que ce soit à Dakar ou à Paris, entraîne sa léthargie le reste du temps.
Première épisode électoral durant cette période, l’élection en novembre 1948 par le Conseil général de deux nouveaux conseillers de la République, Albert Marescaux du Rassemblement du peuple français (RPF) pour le premier collège et Louis Ignacio-Pinto (UPD) pour le second collège. Mais Albert Marescaux, fonctionnaire en poste au Dahomey, est invalidé le 25 janvier 1949. Une élection partielle permet l’élection d’Émile Poisson (BPA) le 27 février.
En mai 1951, la circonscription du Dahomey obtient un second siège à l’Assemblée nationale. Mais l’instauration d’un scrutin par liste provoque une double rupture au sein de l’UPD. Sa direction tente de mettre à l’écart Apithy jugé incontrôlable en le plaçant second sur la liste. Mais il refuse, quitte l’UPD et lance une liste indépendante dite d’« Union Française » à la tête de laquelle il est. Puis, c’est au tour de la majorité des membres de l’UPD originaire du Nord de faire sécession, leur demande d’une place pour l’un des leurs ayant été refusée par le Comité directeur. Le 17 juin 1951, Hubert Maga (liste du Groupement ethnique du Nord-Dahomey, GEND) et Sourou Migan Apithy (liste d’Union Française) sont élus députés à la deuxième législature de la Quatrième République. Le premier s’inscrit aux Indépendants d'outre-mer (IOM) alors que le second s’inscrit aux Indépendants et paysans d'action sociale (IPAS), marquant ainsi sa rupture avec les IOM dont il était l’un des fondateurs.
En septembre, Apithy fonde son propre parti, le Parti républicain dahoméen (PRD), en vue des élections à l’Assemblée territoriale amenée à remplacer le Conseil général. La très large victoire du PRD et l’implantation réussie du GEND lors de ces élections le 30 mars 1952 mettent en péril l’existence de l’UPD. D’autant qu’un mois plus tard lors des élections pour les représentants du Dahomey au Grand conseil de l’AOF, aucun candidat de l’UPD ne parvient à se faire élire. Cette élection voit la victoire de Justin Ahomadegbé (BPA), Sourou Migan Apithy (PRD), Jacques Bertho (non-inscrit), Robert-Henri Chaux (non-inscrit) et Hubert Maga (GEND).

### Période 1953-1957
Moribond, l’UPD reçoit le coup de grâce le 10 octobre 1953 lors de la désignation des représentants du territoire pour l’Assemblée de l’Union française. Une alliance UPD/BPA a été conclue afin de barrer la route au PRD qui, pour l’occasion, s’était allié avec le Mouvement démocratique dahoméen (MDD), un nouveau parti créé par Hubert Maga pour succéder au GEND qui était menacé d’éclatement. La défaite de la paire Zinsou/Ahomadegbé (UPD/BPA) face au tandem Hazoumé/Deroux (PRD/MDD) met un point final à l’UPD et entame gravement le futur du BPA.
Émile Derlin Zinsou parvient cependant à se faire élire conseiller de la République en juin 1955 en se présentant sans étiquette au premier collège et, en bénéficiant des voix des indépendants et du RPF. Le candidat du PRD, Maximilien Quenum, est élu au second collège.
La fin de l’UPD, l’historique parti national, et les difficultés du BPA, dont la base électorale se situe dans le sud-ouest du Dahomey, semblent laissé apparaître la double domination du PRD pour le sud et du MDD pour le nord. La victoire des leaders de ces deux partis, Sourou Migan Apithy pour le PRD et Hubert Maga pour le MDD, aux élections législatives du 2 janvier 1956 tend à le démontrer. D’autant que l’Union démocratique dahoméenne (UDD), le nouveau parti destiné à succéder à l’UPD et au BPA, se déchire six mois après sa création sur la question de l’affiliation au RDA, donnant naissance à une tendance pro-RDA menée par Justin Ahomadegbé et, une tendance anti-RDA menée par Émile Derlin Zinsou et Alexandre Adandé.
Le 31 mars 1957, les élections territoriales donnent une large victoire au PRD qui obtient la majorité des sièges. L’UDD arrive en deuxième position, suivi du MDD. Mais ce dernier bénéficie du ralliement d’indépendants qui fait de ce parti l’incontestable deuxième force politique du Dahomey. Cela se confirme le 15 mai avec les élections des représentants du territoire au Grand conseil de l’AOF et l’échec des candidats UDD. Jean Agier, Michel Ahouanmènou et Valentin Djibodé Aplogan sont élus pour le PRD, alors que Mama Arouna et Pedro Boni Salifou sont élus sur la liste Entente Nord-Dahomey, qui regroupe le MDD et la mouvance Jeunesse et progrès.
Le 17 août, le MDD devient le Rassemblement démocratique dahoméen (RDD). Le but de ce changement étant de créer une force politique unique pour tout le nord du pays et, de faire taire les divergences qui se sont exprimées lors des élections à l’Assemblée territoriale et au Grand conseil. La peur d’un sud plus peuplé et plus riche est le ciment d’un espace nord pourtant composé de territoires aux histoires et aux cultures très diverses. La personne d’Hubert Maga apparaît comme rassembleuse d’autant que, cas unique dans l’histoire dahoméenne, il est nommé à un poste ministériel le 18 novembre et devient le véritable pendant de Sourou Migan Apithy qui a été élu le 27 mai vice-président du Conseil de gouvernement du Dahomey (le gouverneur est président de droit) en application de la Loi-cadre Defferre.

### Période 1958-1960
Le 28 septembre 1958, le Dahomey vote « oui » au référendum instituant la Communauté française. La République du Dahomey est proclamée le 4 décembre et Sourou Migan Apithy devient président du Conseil de gouvernement. Il bénéficie d’une très large majorité avec le Parti progressiste dahoméen (PPD), fondé en mars 1958, et rassemblant le PRD, le RDD et d’anciens membres de l’UDD qui se sont opposés à l’affiliation au RDA. Mais le 17 janvier 1959, la création de la Fédération du Mali à laquelle participent des parlementaires du PPD, provoque son éclatement. Maga et Apithy s’opposent au projet de la Fédération et reconstituent leurs partis respectifs, le RDD et le PRD.
C’est donc en ordre dispersé que se déroulent les élections à la première Assemblée nationale dahoméenne, les 2 et 23 avril 1959.
L’entre-deux tours est marqué par la démission de leurs postes ministériels d’Alexandre Adandé, de Louis Ignacio-Pinto et d’Émile Derlin Zinsou qui entendent montrer leur attachement à la Fédération. Mais aucun parti n’obtient la majorité à l’issue des élections qui donnent vingt-huit sièges au PRD, vingt-deux au RDD et vingt à l’UDD-RDA. Un gouvernement d’union nationale est donc formé avec Sourou Migan Apithy à sa tête.
Le RDD apparaît cependant comme le véritable arbitre de la scène politique dahoméenne entre Sourou Migan Apithy et Justin Ahomadegbé dont l’alliance est impossible du fait d’anciennes rancœurs personnelles.
Le 21 mai 1959, Apithy démissionne. Avec le soutien des élus de l’UDD-RDA, Hubert Maga le remplace. Pressé par l’aile gauche de son parti, il propose même la fusion à l’UDD. Ahomadegbé refuse et les ministres de l’UDD décident finalement de quitter le gouvernement en décembre 1959. Sans majorité, Hubert Maga parvient tant bien que mal à se maintenir.
L’élection à la présidence de la République du Dahomey entraîne la formation le 9 mars 1960 du Parti des nationalistes dahoméens (PND) qui regroupe le PPD de Zinsou et le PRD d’Apithy. Mais soucieux de barrer la route au PPD, l’UDD-RDA soutient la candidature d’Hubert Maga qui est élu premier président du Dahomey le 26 juillet 1960 et qui proclame l’indépendance du Dahomey le 1er août de cette même année en présence de Louis Jacquinot, qui représente la France.

## Le Dahomey indépendant (1960-1972)
Comme beaucoup de pays africains, le Dahomey accède à l’indépendance en 1960, le 1er août. Une nouvelle constitution est adoptée. Le chef de gouvernement, Hubert Maga, devient le premier président de la jeune république, et affirme la volonté de garder des liens vivaces avec l'ancienne puissance coloniale. L'enclave portugaise de Ouidah, ancien port de la traite esclavagiste, revient au sein de cette nouvelle république. Pour éviter les effets néfastes du tripartisme dahoméen, un parti unique (Parti dahoméen de l'unité) est formé, mais des troubles sociaux et politiques entraînent, le 28 octobre 1963, un coup d’État militaire mené par le colonel Christophe Soglo.
En janvier 1964, le pays revient à la gestion civile. Sourou Migan Apithy assure la fonction de président, mais la situation politique demeure instable. Une nouvelle crise, entre son premier ministre Justin Ahomadegbé et Sourou Migan Apithy, bien que tous deux membres du même parti, conduit les militaires à reprendre le pouvoir, sans un coup de fusil, le 22 décembre 1965. Le général Soglo préside alors un Comité de rénovation nationale qui entreprend d’assainir l’économie et les finances du pays, mais des grèves éclatent en 1967. le gouvernement est renversé le 17 décembre de la même année par le commandant Maurice Kouandété qui met en place un comité révolutionnaire chargé de superviser l’action du gouvernement provisoire, de constituer une commission constitutionnelle et de contrôler les biens des anciens gouvernants.
La nouvelle Constitution, approuvée le 31 mars 1968, établit un régime de type présidentiel. Émile Derlin Zinsou devient président, mais est renversé par un nouveau coup d’État qui le remplace par un directoire militaire présidé par Paul Emile de Souza le 10 décembre 1969. Un Conseil présidentiel composé des trois partis traditionnels est instauré le 7 mai 1970 ; il met en place une organisation qui doit permettre la cohabitation des trois chefs des partis traditionnels.

### Galerie de personnalités politiques

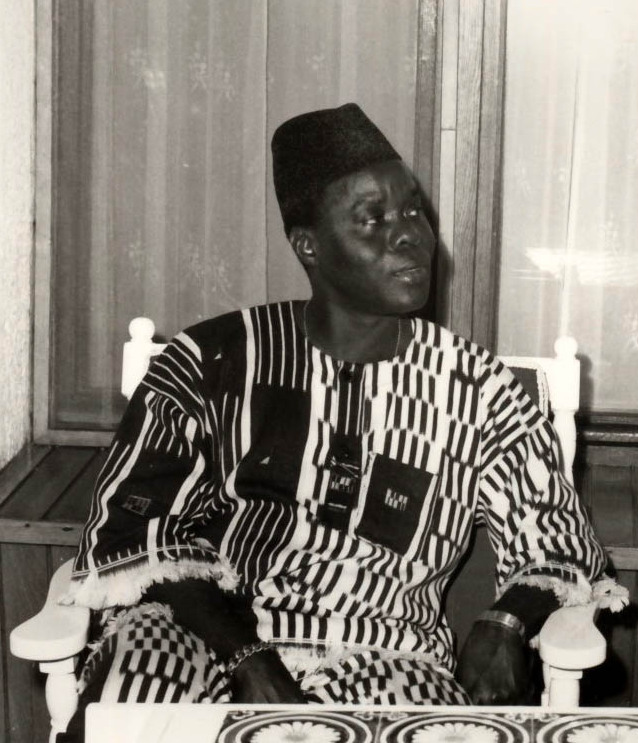
Mathieu Kérékou 1972-1990 1990-1991 1996-2001
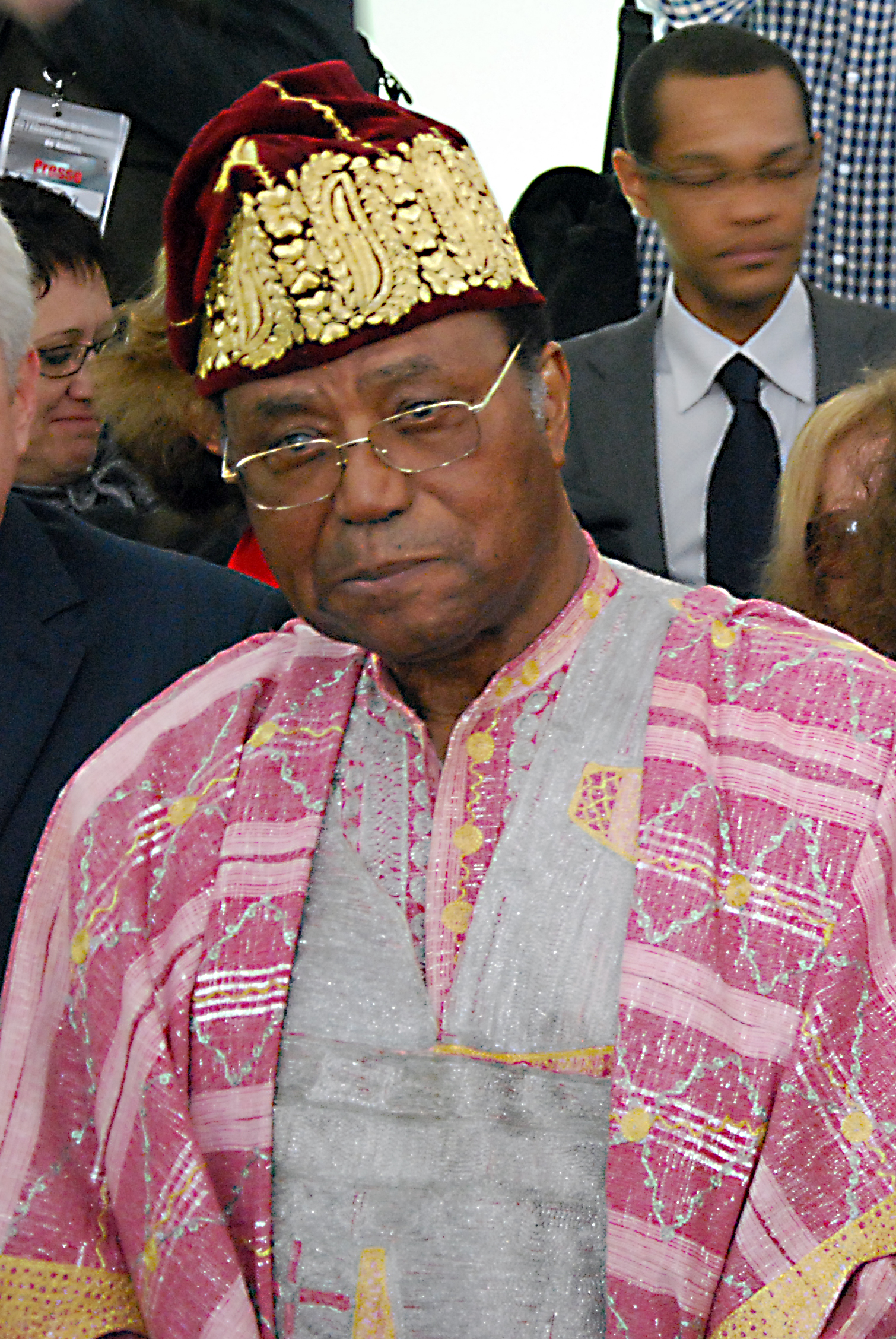
Nicéphore Soglo 1991-1996
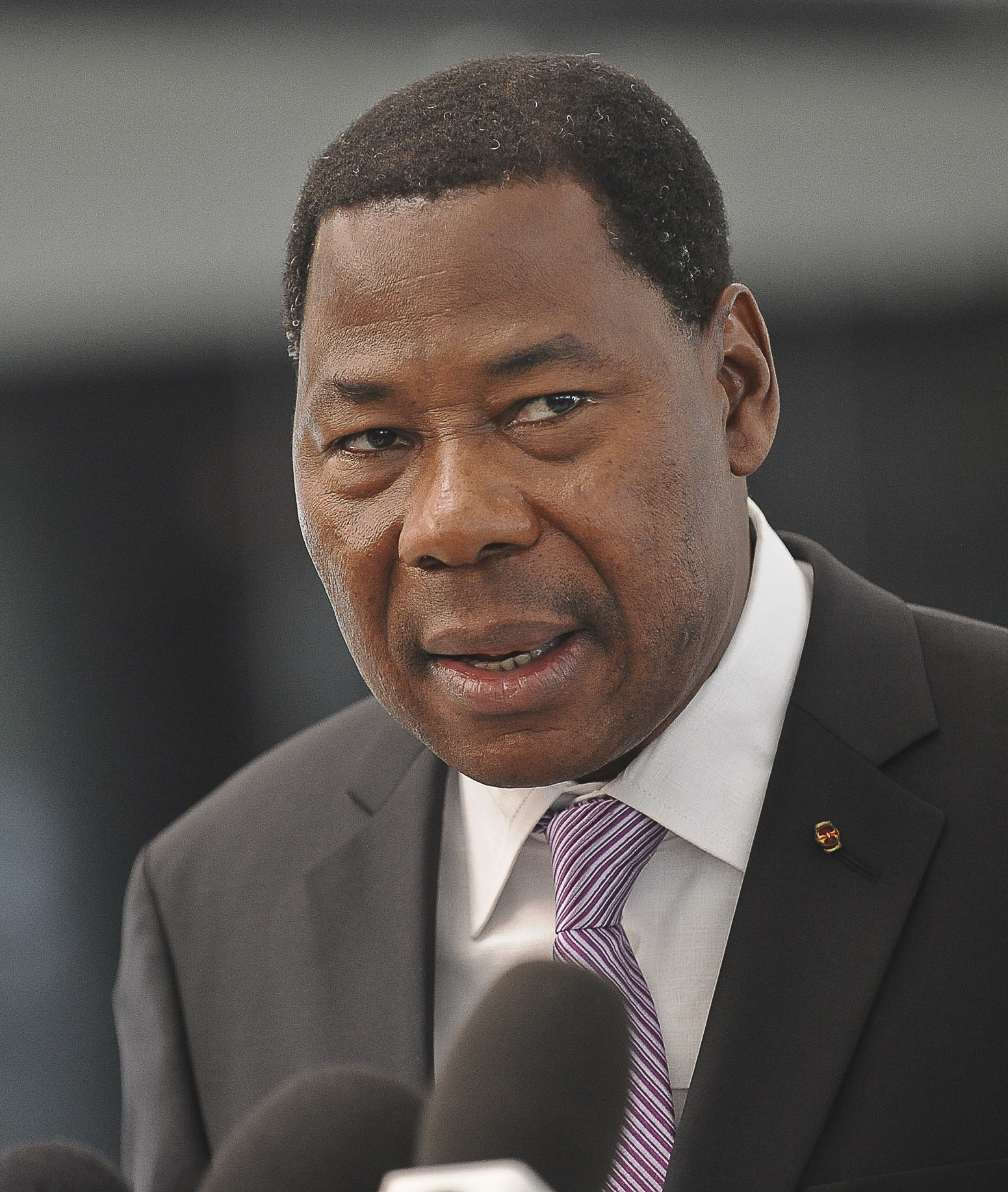
Thomas Boni Yayi 2006-2016
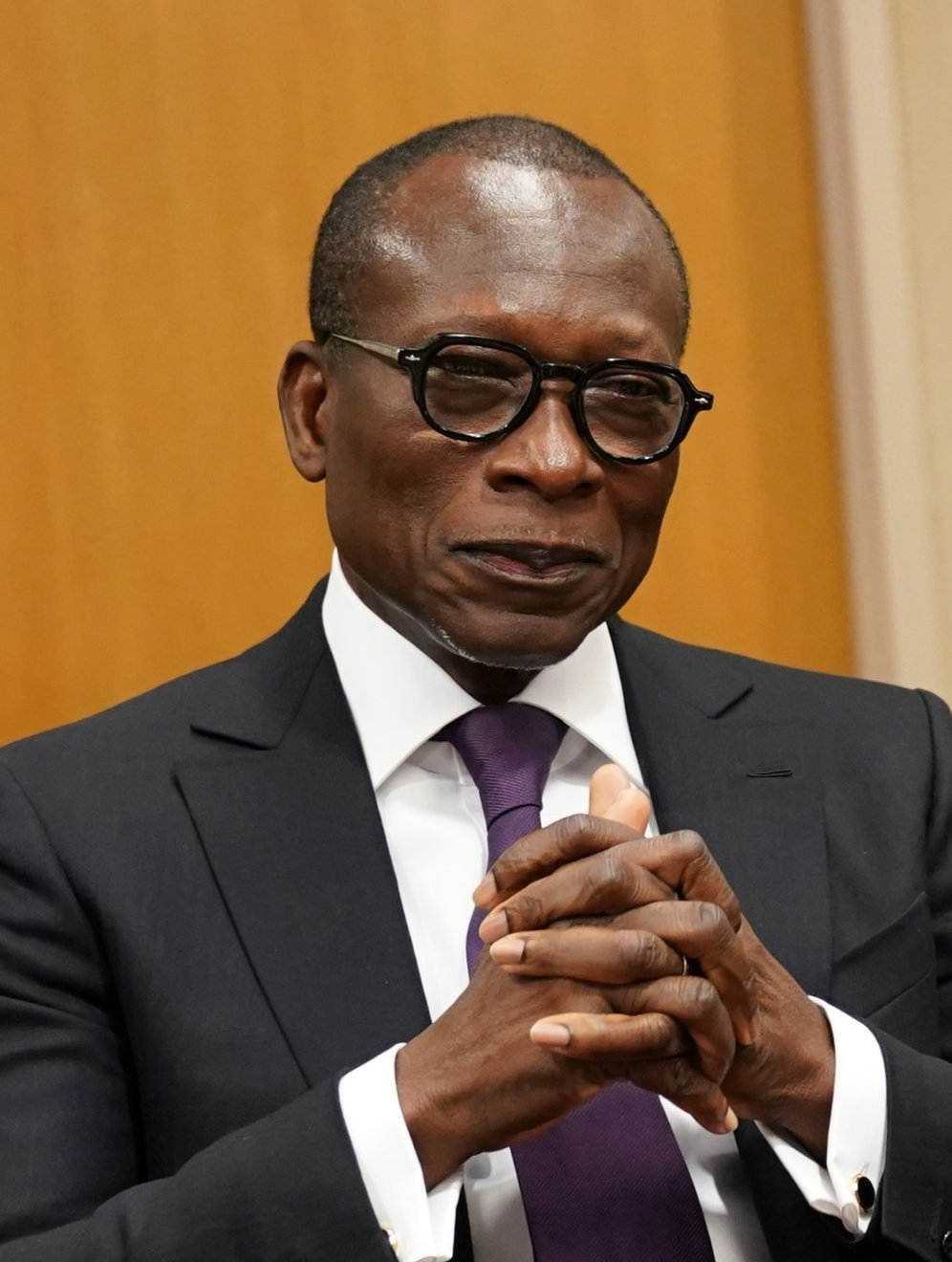
Patrice Talon 2016-présent

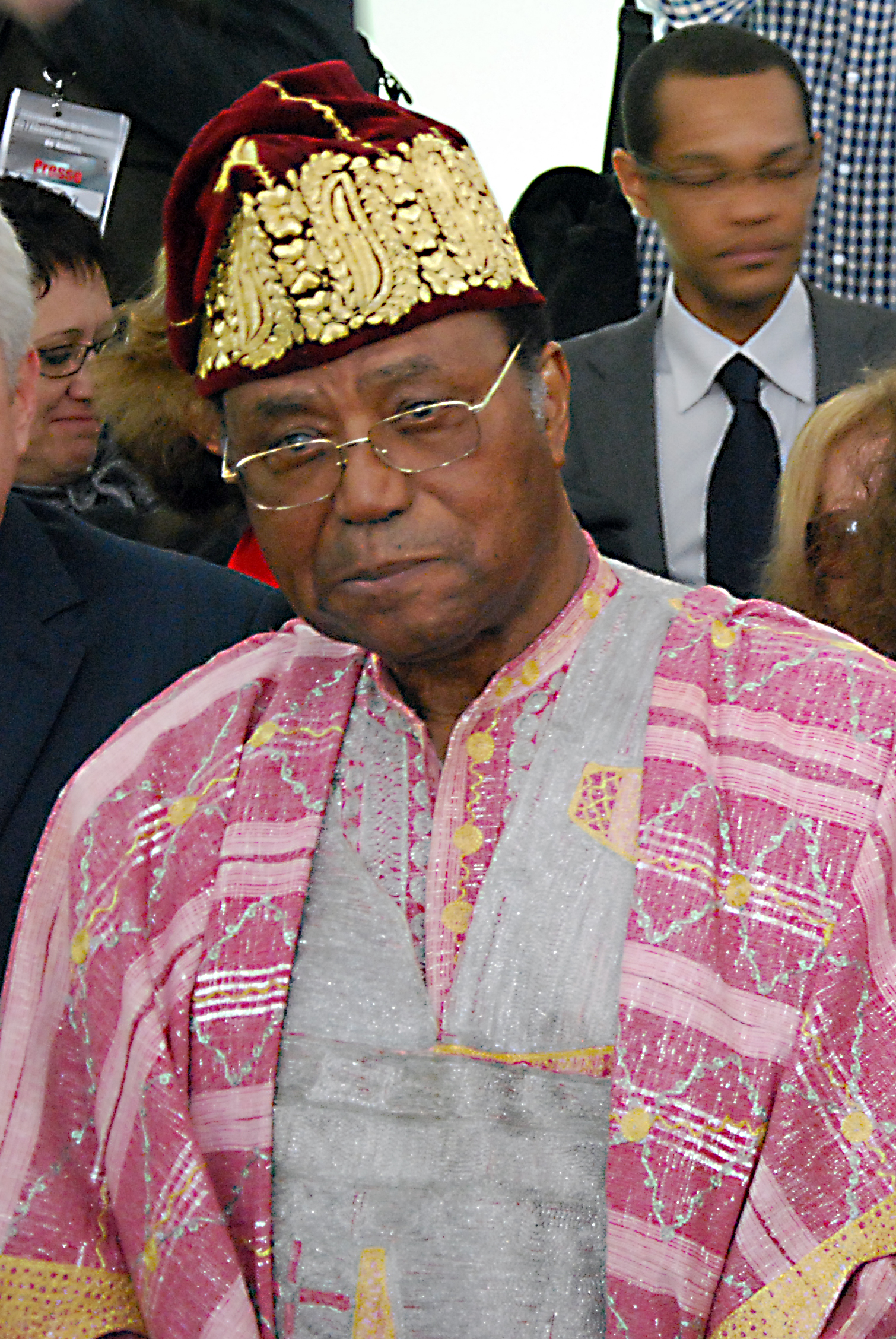
Nicéphore Soglo 1990-1991
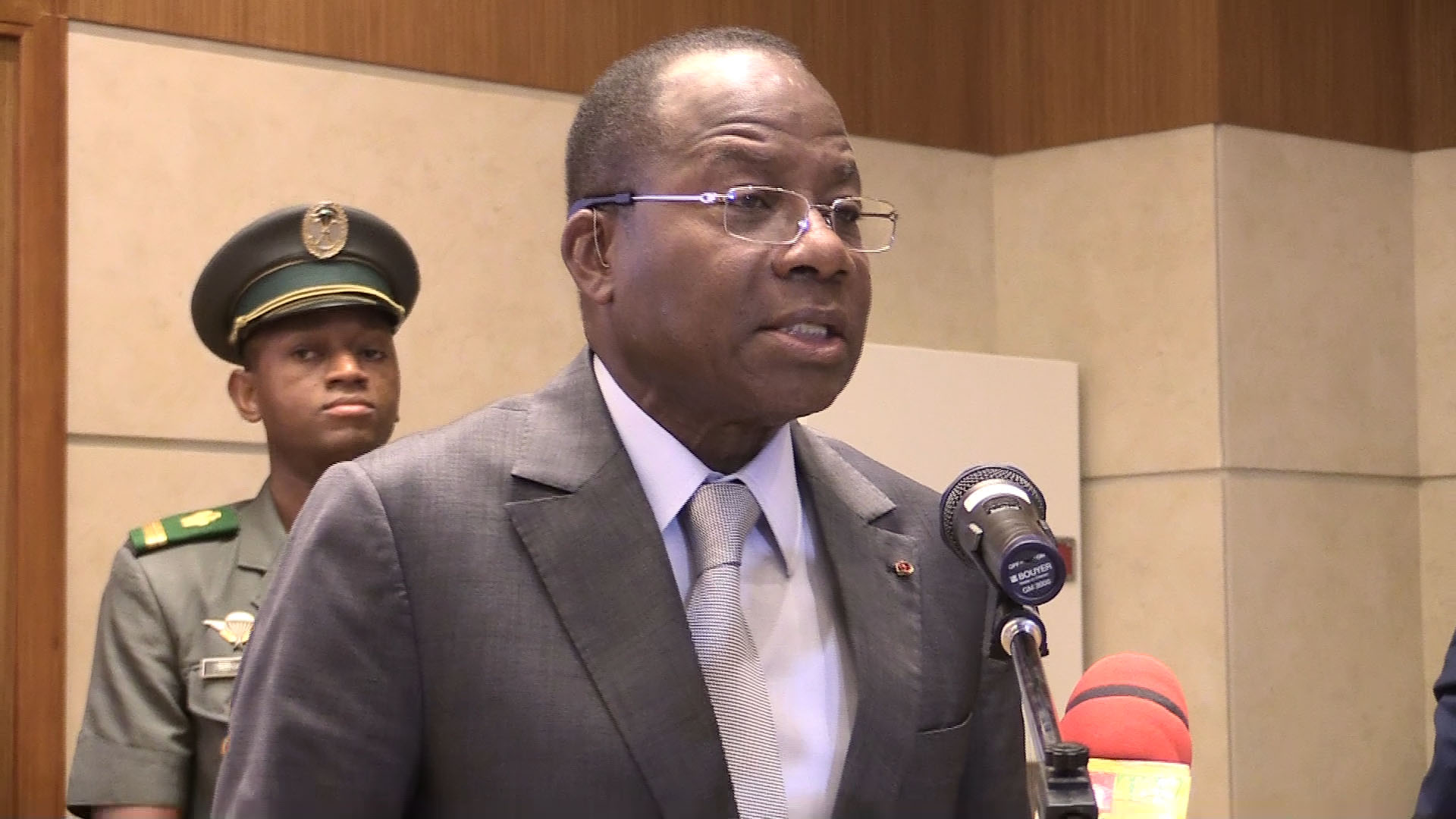
Adrien Houngbédji 1996-1998
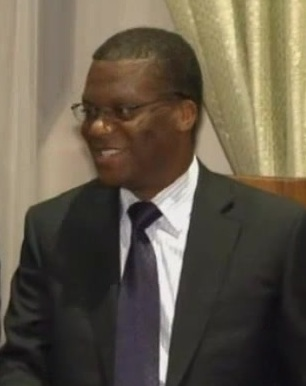
Pascal Koupaki 2011-2013
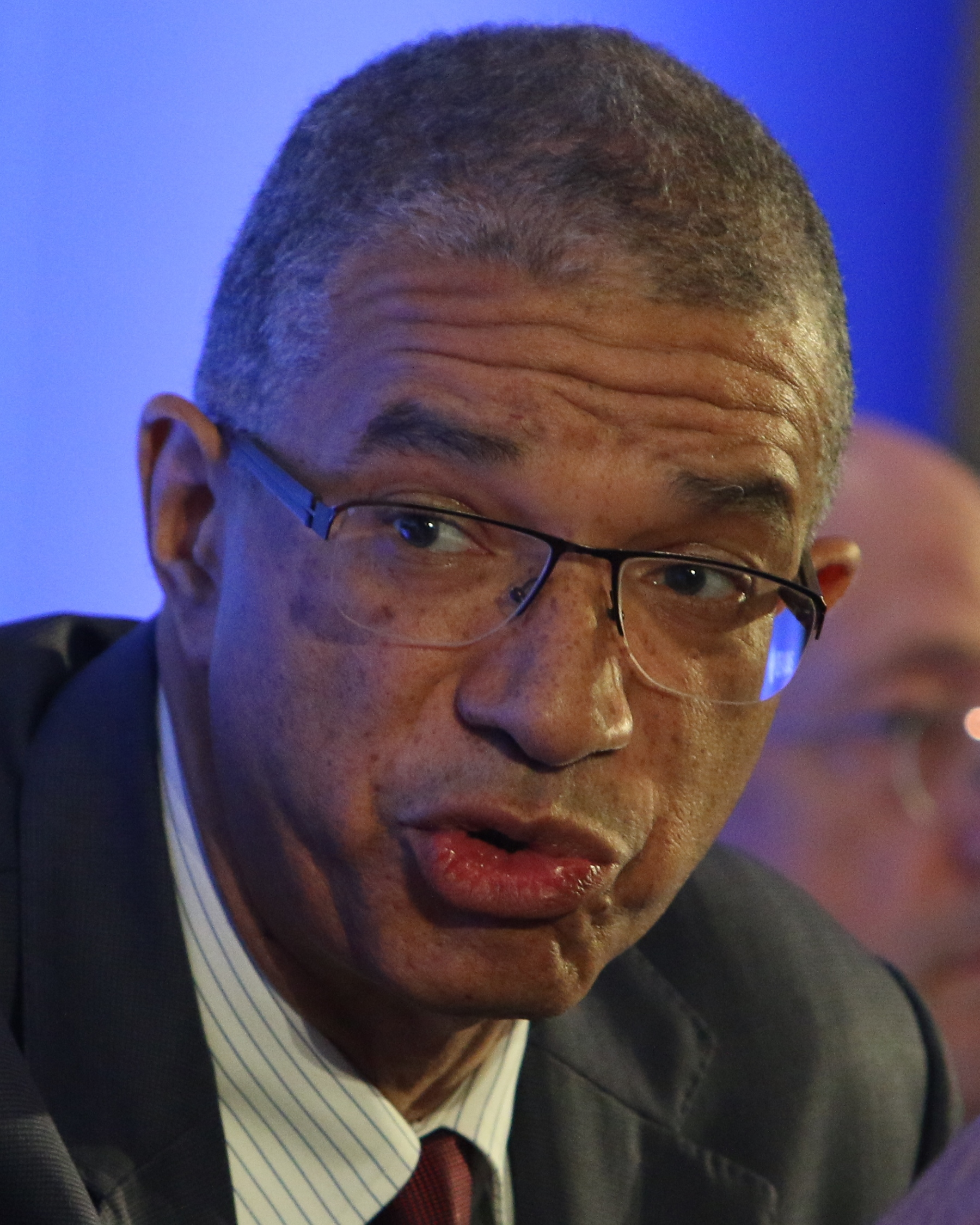
Lionel Zinsou 2015-2016

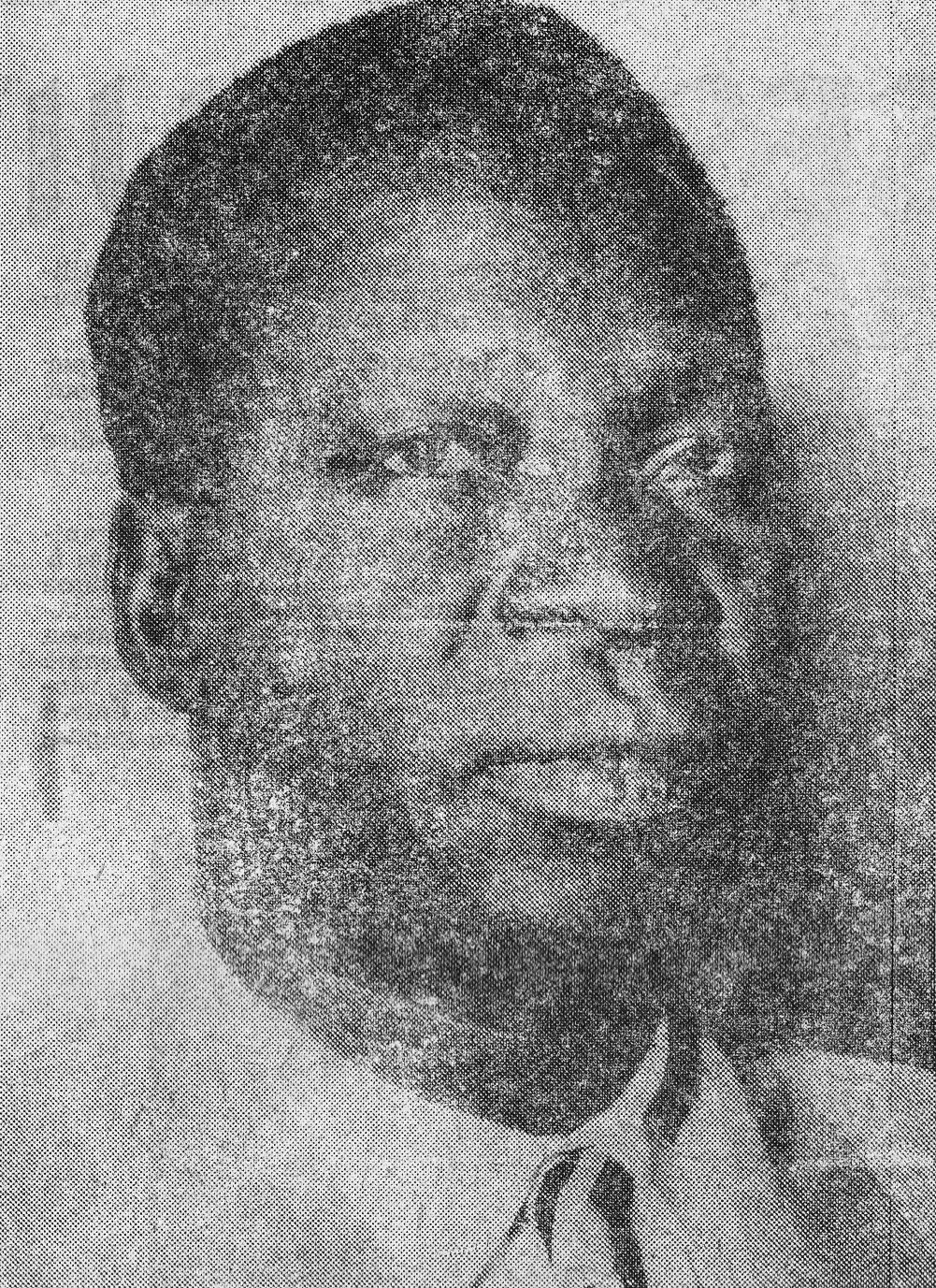
Sourou Migan Apithy (1913-1989)
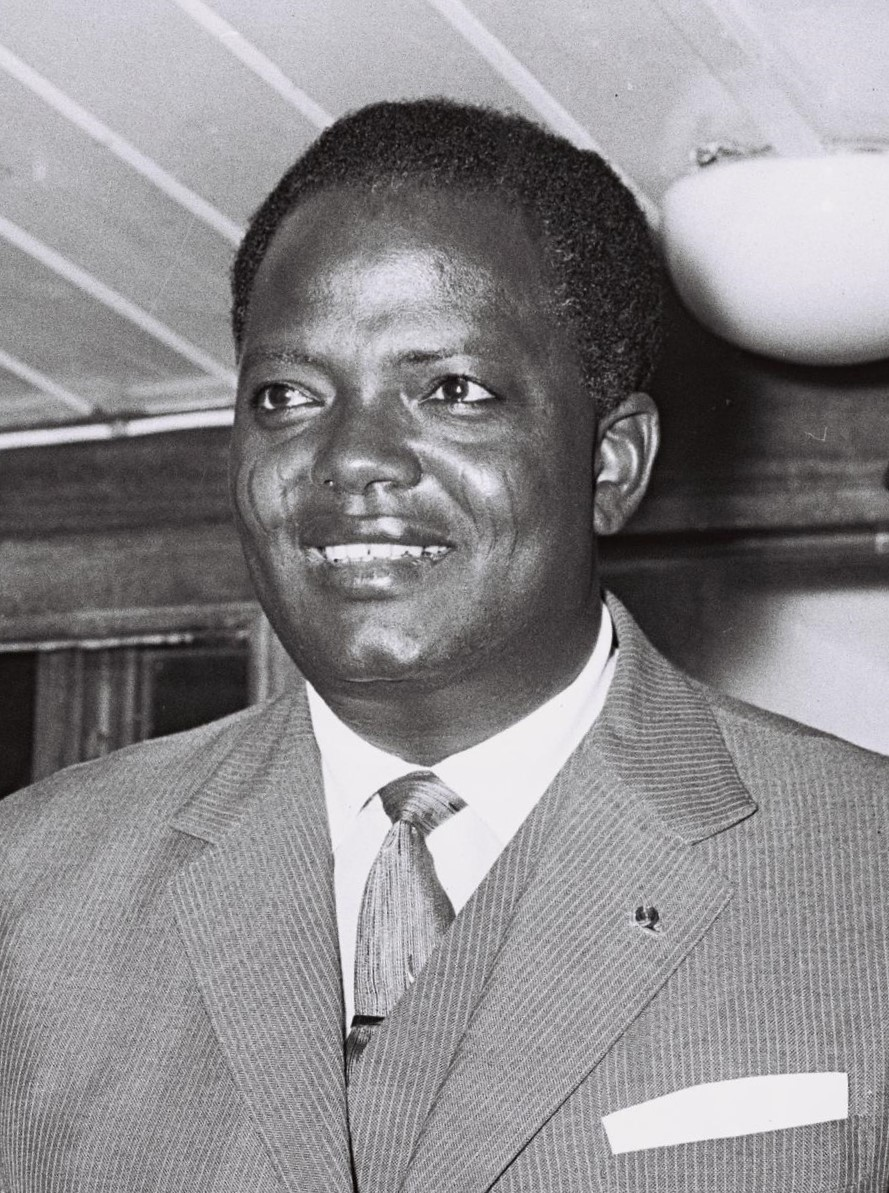
Hubert Maga (1916-2000)
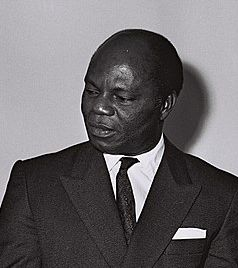
Justin Ahomadegbé (1917-2002)
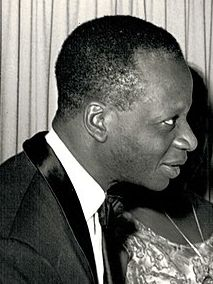
Émile Derlin Zinsou (1918-2016)

## La République populaire du Bénin (1972-1990)
Mais le 26 octobre 1972, le commandant Mathieu Kérékou prend le pouvoir et établit un gouvernement militaire révolutionnaire. Le 30 novembre 1975, le pays devient la République populaire du Bénin, adhère au marxisme-léninisme et le Parti de la révolution populaire du Bénin (PRPB) est créé.
Le régime de la République populaire du Bénin connaît des transformations importantes au cours de son existence : une brève période nationaliste (1972-1974), une phase socialiste (1974-1982) enfin une étape comportant une ouverture vers les pays occidentaux et le libéralisme économique (1982-1990).
En 1974, sous l'influence de jeunes révolutionnaires – les « Ligueurs » – le gouvernement engagea un programme de nature socialiste : nationalisation des secteurs stratégiques de l'économie, réforme du système éducatif, mise en place de coopératives agricoles et de nouvelles structures d'administration locale, lancement d'une campagne d'éradication des « forces féodales » dont notamment le tribalisme. Une nouvelle constitution est adoptée le 9 septembre 1977 et restera en vigueur jusqu’en 1990. L'État dirige tous les secteurs de l’économie, conduit la réforme agraire et développe l’industrialisation.
Dans les années 1980, la situation économique du Bénin est de plus en plus critique. Le pays connaît des taux de croissance économique élevés (15,6 % en 1982, 4,6 % en 1983 et 8,2 % en 1984) mais la fermeture par le Nigeria de sa frontière de sa frontière avec le Bénin entraine une chute brutale des revenus douaniers et fiscaux. L'État n'est plus en mesure de payer les salaires des fonctionnaires. L'ancien président Émile Derlin Zinsou caractérisera le Bénin après ces dix-sept années de « pays sans industrie mais gouverné au nom de la classe ouvrière », de « Roumanie sans exportations, de Bohême sans usines, de Pologne sans charbon, de Prusse sans discipline ».

## La République du Bénin (depuis 1990)
En février 1990, une Conférence nationale abroge la Constitution et met en place de nouvelles institutions pour une période transitoire : création d'un poste de Premier ministre, abandon de la référence « populaire » dans la dénomination du pays qui devient la République du Bénin, limitation de l'âge des candidats-présidents à 70 ans afin d'empêcher la candidature des anciens présidents Zinsou, Maga et Ahomadegbé.
À la suite de l'élection présidentielle de mars 1991, Nicéphore Soglo (1934-) remplace Mathieu Kérékou à la présidence de la République. Ce dernier est élu à son tour en mars 1996 puis réélu en mars 2001.
En mars 2006, Thomas Boni Yayi (1952-), ancien directeur de la Banque ouest-africaine de développement, est élu président du Bénin et de nouveau en mars 2011. Boni Yayi tente d'imposer, contre la volonté de sa famille politique, les Forces Cauris pour un Bénin émergent (FCBE), un dauphin, le Franco-Béninois, Lionel Zinsou, un banquier d'affaires. Il est battu à l'élection présidentielle du 20 mars 2016 par son ex-bras financier et allié, l'homme d'affaires Patrice Talon (1958-). Ce dernier accède au pouvoir le 6 avril 2016,.
En 2018 et 2019, des mouvements sociaux sont constatés mais ne remettent pas en cause la stabilité de la République béninoise. Par contre, une « contagion » djihadiste est constatée avec l'enlèvement de deux Français dans le parc national de la Pendjari, un des derniers sanctuaires de la vie sauvage en Afrique. Cet événement, même si les otages sont libérés par une intervention de forces françaises, confirme la possibilité de voir les groupes djihadistes descendre vers le golfe de Guinée au fur et à mesure de la déstabilisation du Burkina Faso, et du centre du Mali. Cela contrarie également les objectifs du président béninois, Patrice Talon, de développer le tourisme dans son pays.
En décembre 2019, l’annonce, par le président ivoirien Alassane Ouattara et le président français Emmanuel Macron, de la fin du franc CFA pour les huit pays de la CEDEAO, au profit de l'Eco est diversement qualifiée. Décision historique pour certains, d'autres la qualifient d’« arnaque » et de « poudre aux yeux ». Une parité fixe est maintenue pour la future monnaie avec l’euro.
Le 11 avril 2021, Patrice Talon est réélu président de la République.
En avril 2025, Le gouvernement du Bénin, adopte une loi, actant la reconnaissance de 16 royaumes, 80 chefs supérieurs et 10 chefs traditionnels à travers une nouvelle loi, adoptée en mars 2025. La période précoloniale, fixée à 1894 pour le sud et 1897 pour le nord du Bénin, a servi de référence historique à au projet de loi d'institutionnalisation des chefferie au Benin. et pour encadrer les règles sur les territoires traditionnelles.

### Galerie de personnalités politiques
Présidence :
- Mathieu Kérékou
1972-1990
1990-1991
1996-2001
- Nicéphore Soglo
1991-1996
- Thomas Boni Yayi
2006-2016
- Patrice Talon
2016-présent

Gouvernance :
- Nicéphore Soglo
1990-1991
- Adrien Houngbédji
1996-1998
- Pascal Koupaki
2011-2013
- Lionel Zinsou
2015-2016

### Glossaire
- Fon : groupe ethnique du sud du Bénin et présent dans d'autres sphères géographiques du pays
- Ouidah (Ajudá) : grand centre du commerce des esclaves au XVIIIe siècle
- Glélé ou Glé-Glé dit aussi Badou ou Badohoun (????-1889), roi d'Abomey à partir de 1858